# Marion (Michigan)
Marion é uma vila localizada no estado americano de Michigan, no Condado de Osceola.

## Demografia
Segundo o censo americano de 2000, a sua população era de 836 habitantes.
Em 2006, foi estimada uma população de 829, um decréscimo de 7 (-0.8%).

## Geografia
De acordo com o United States Census Bureau tem uma área de
3,6 km², dos quais 3,5 km² cobertos por terra e 0,1 km² cobertos por água. Marion localiza-se a aproximadamente 374 m acima do nível do mar.

## Localidades na vizinhança
O diagrama seguinte representa as localidades num raio de 28 km ao redor de Marion.